# Kluisbos
 (août 2021).
Si vous disposez d'ouvrages ou d'articles de référence ou si vous connaissez des sites web de qualité traitant du thème abordé ici, merci de compléter l'article en donnant les références utiles à sa vérifiabilité et en les liant à la section « Notes et références ».
Le Kluisbos ou bois de l'Enclus est une réserve naturelle (en partie forêt domaniale, en partie forêt publique, en partie réserve forestière à cheval sur les Ardennes flamandes, dans le sud-est de la Province de Flandre-Orientale, et sur le pays des Collines, dans la Province wallonne du Hainaut. 

## Situation
La superficie de la forêt est d'environ 300 hectares. La partie flamande s'étend sur 200 hectares et est située dans la commune de Kluisbergen (près de Kwaremont). La partie wallonne (Bois de l'Enclus) est de 100 hectares et se situe sur le territoire des villages de Russeignies, Orroir et Amougies dans la région du Pays des Collines. 

## Gestion
La partie flamande de la forêt est gérée par l'agence gouvernementale de la nature et des forêts. La forêt est reconnue comme un site européen Natura 2000 dans le cadre des forêts des Ardennes flamandes et autres forêts du sud de la Flandre (BE230007) et fait partie du réseau écologique flamand. 
Le bois de l'Enclus du côté du Hainaut est protégé au niveau européen comme faisant partie du site Natura 2000 "Pays des Collines" (BE32003). Dans le cadre des objectifs européens en matière de nature, 350 hectares de forêt supplémentaire seront finalement créés dans les Ardennes flamandes ; le Kluisbos sera relié aux Beiaardbos, Fonteinbos en Ingelbos (nl), Hotond-Scherpenberg (nl), Kuitholbos (nl) et Spijkerbos (nl).
Depuis 2006, une section de 50 hectares a été désignée comme réserve forestière.

## Galerie

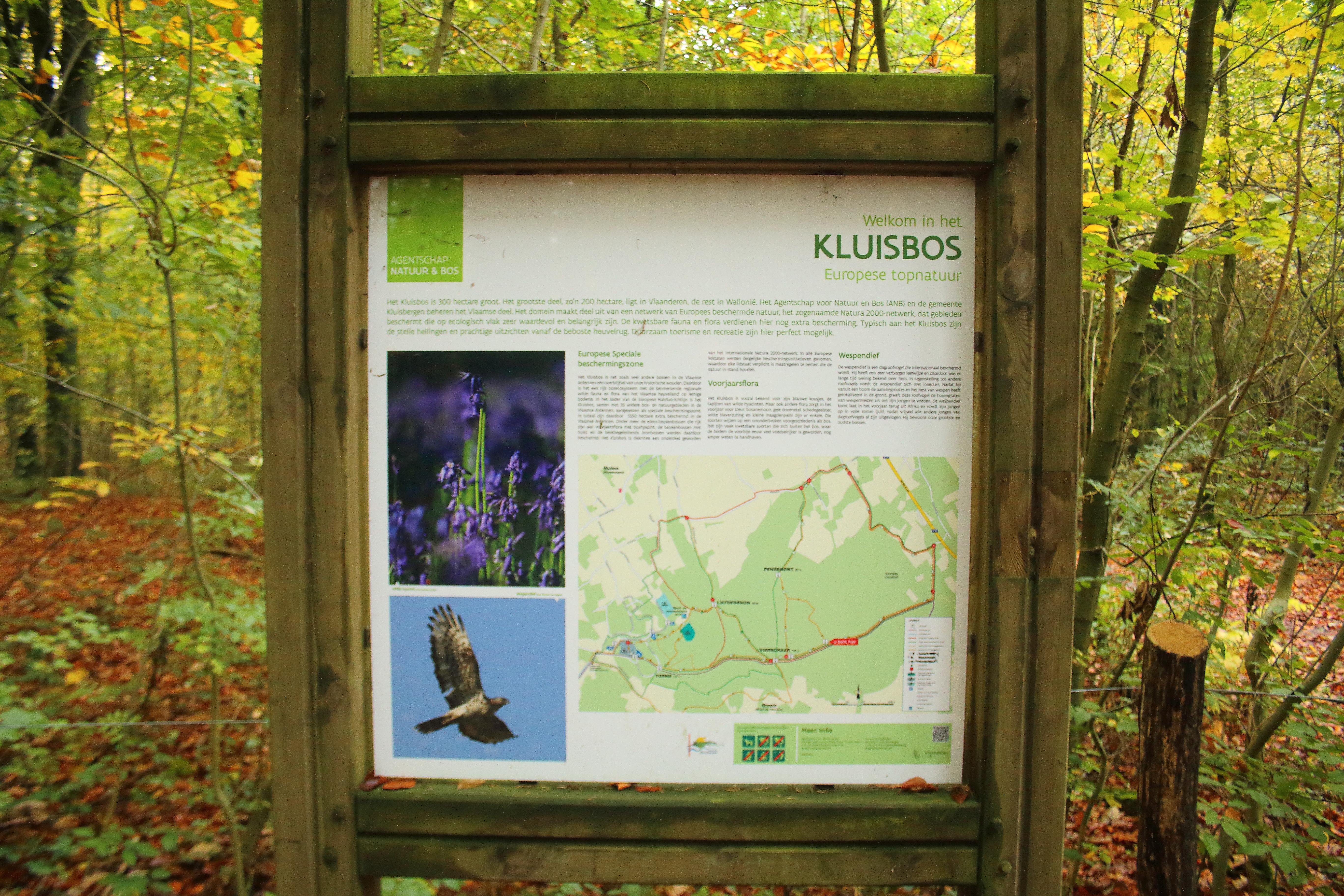
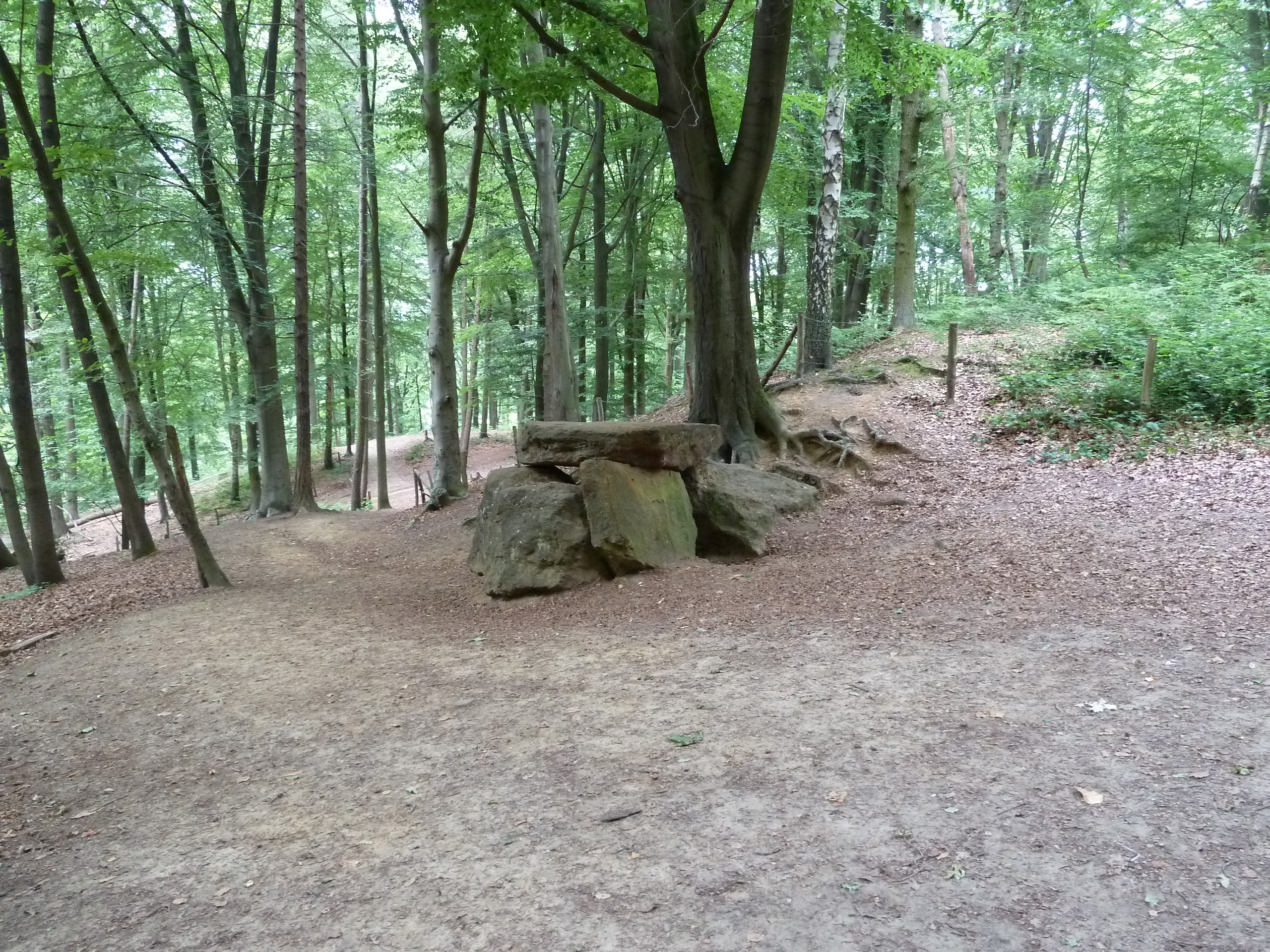
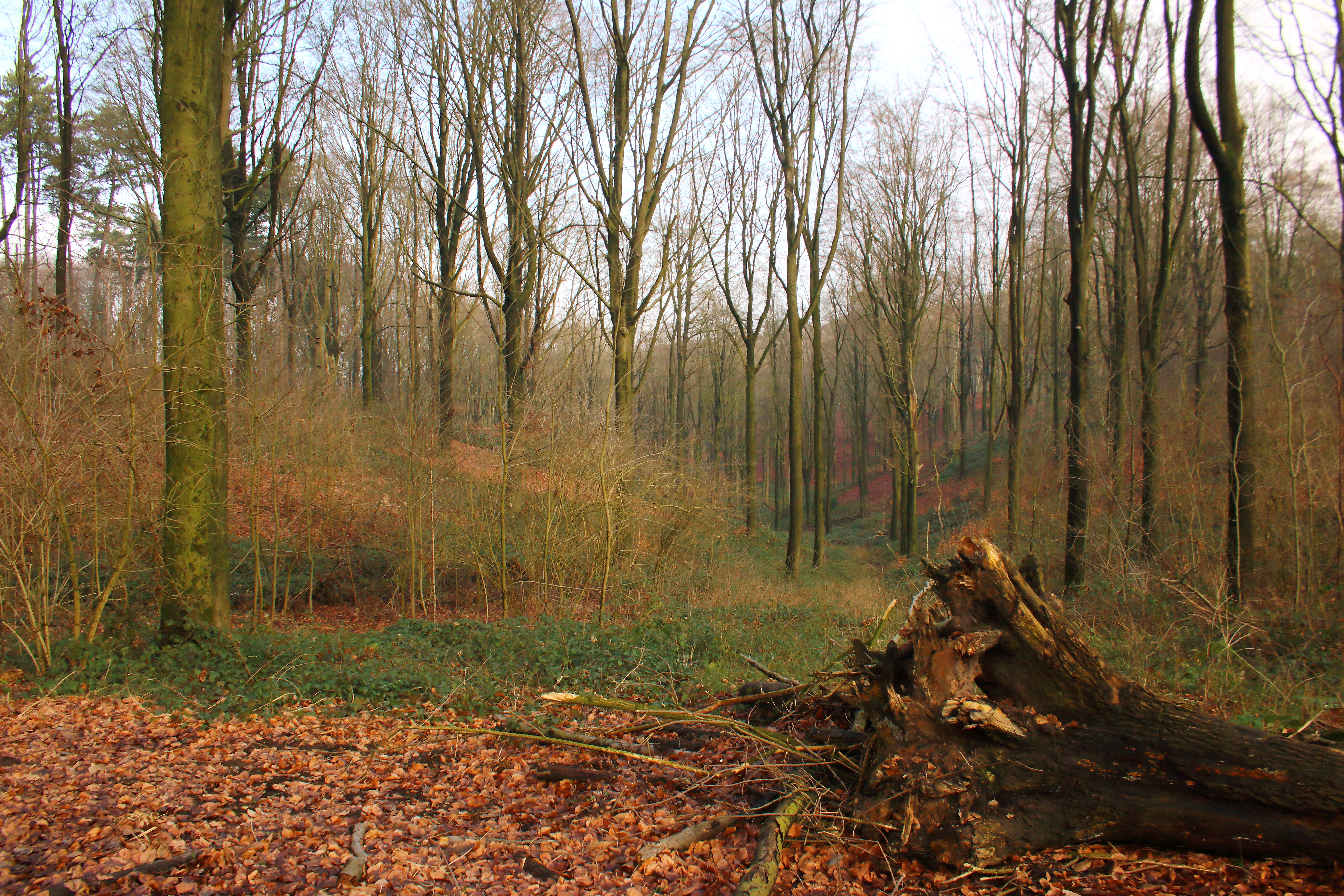
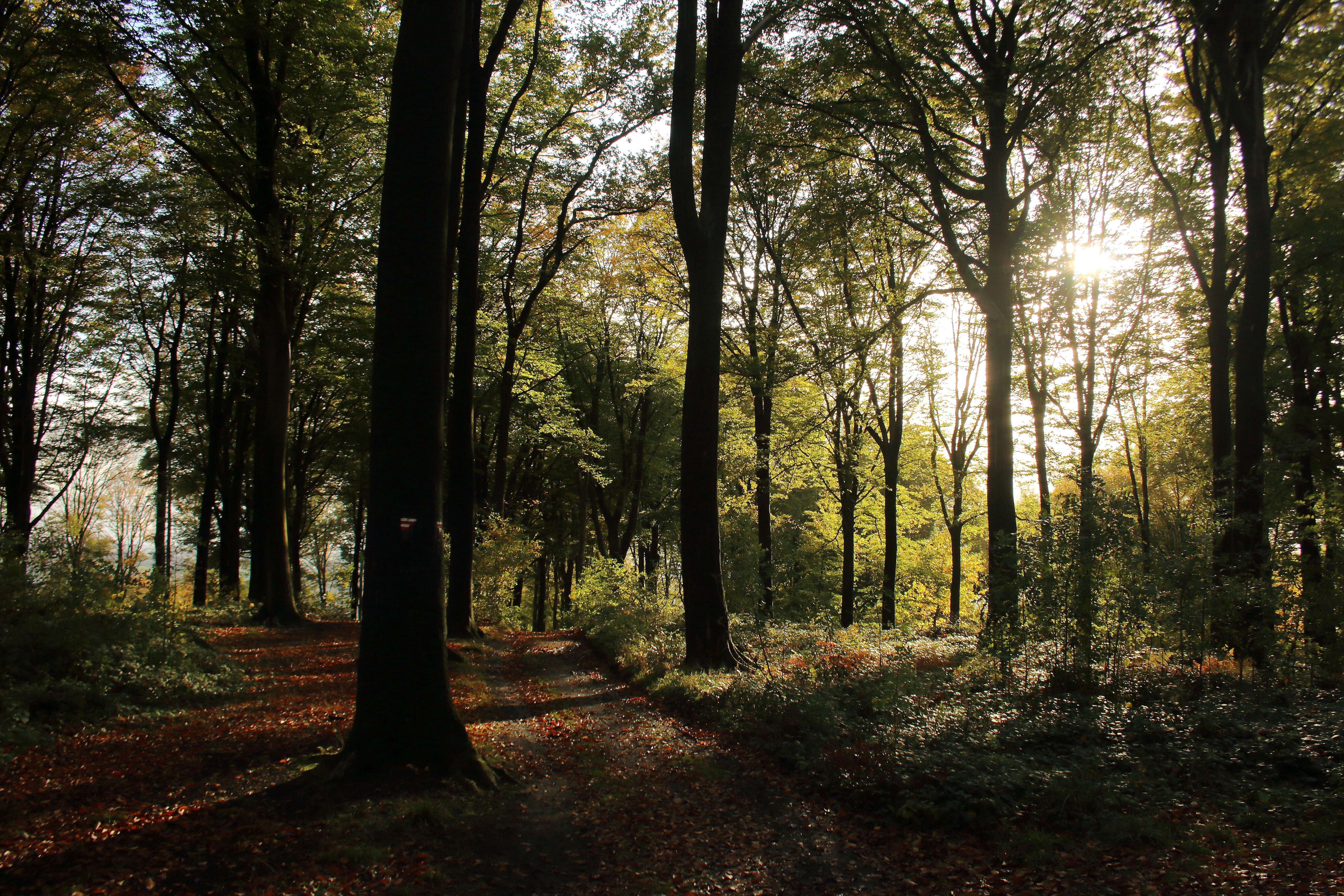